# Ensino politécnico em Portugal

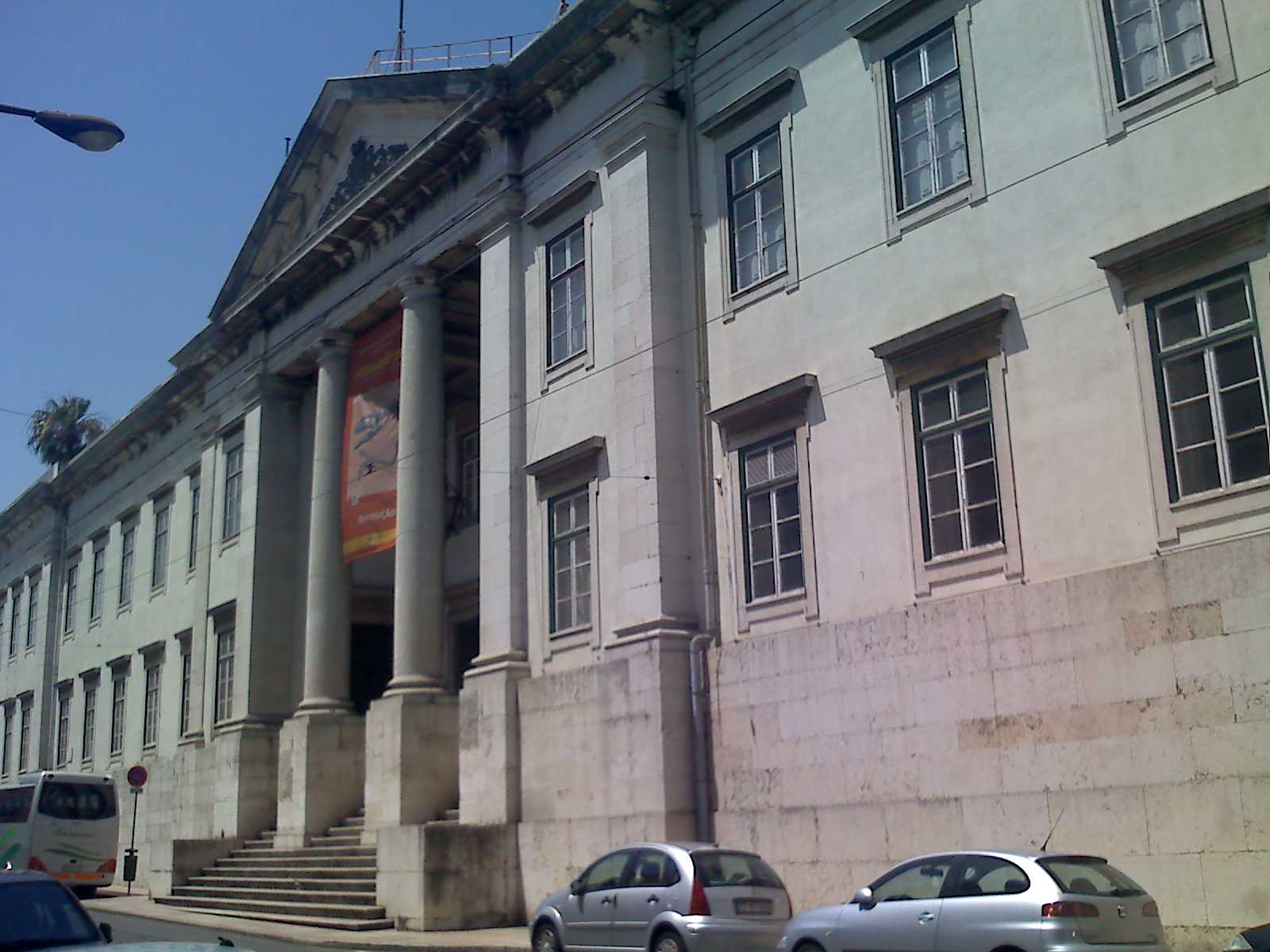
A primeira instituição de ensino politécnico de Portugal:
Escola Politécnica de Lisboa, criada em 1837.

Em Portugal, segundo a Lei de Bases do Sistema Educativo, o ensino superior compreende o ensino universitário e o ensino politécnico. O ensino politécnico visa proporcionar uma sólida formação cultural e técnica de nível superior, desenvolver a capacidade de inovação e de análise crítica e ministrar conhecimentos científicos de índole teórica e prática e as suas aplicações com vista ao exercício de atividades profissionais. O ensino politécnico foi previsto pela Lei de Bases do Sistema Educativo de 1973 e efetivamente criado em 1977, como ensino superior de curta duração. Ao ser criado em 1977, o ensino superior de curta duração tinha em vista a formação de técnicos de nível médio que tinha deixado de ser realizada com a extinção do ensino médio a seguir ao 25 de abril de 1974. Em 1979, passou a designar-se ensino superior politécnico.
O ensino politécnico difere do ensino universitário pelo facto de ser mais vocacionado para a prática enquanto o segundo é bastante vocacionado para a teoria. Enquanto que o ensino universitário se orienta pela investigação e criação do saber, o ensino politécnico orienta-se pela aplicação e o desenvolvimento do saber e pela compreensão e solução de problemas concretos.
Na prática, a diferença entre os dois subsistemas do ensino superior acabou por se tornar muitas vezes subtil e apenas teórica, uma vez que o ensino politécnico se tem afastado do seu fim original e aproximado do ensino universitário e vice-versa. Em relação ao ensino universitário, essencialmente, hoje em dia as principais diferenças do ensino politécnico são o facto deste não conferir o grau de doutor (embora esteja em discussão esta possibilidade), de não dar formação em certas áreas tradicionais do saber (como a medicina e o direito), de ter maior prevalência de cursos superiores de curta duração (antigos bacharelatos e novas licenciaturas) e ter frequentemente regimes de acesso em que é dada preferência às candidaturas de âmbito regional.

## Organização
O ensino politécnico realiza-se em escolas superiores especializadas nos domínios da tecnologia, das artes e da educação, bem como em outros domínios. Estas escolas superiores podem ser associadas em unidades mais amplas, que podem ter designações várias mas que, historicamente, têm sido designadas "institutos politécnicos". Também podem existir escolas superiores do ensino politécnico integradas em universidades.
O ensino politécnico confere os graus de licenciado e de mestre. Os cursos do ensino politécnico são bietápicos, com a conclusão do primeiro ciclo a conferir a licenciatura (antigo bacharelato) e a conclusão do segundo ciclo a conferir o mestrado (antiga licenciatura). O primeiro ciclo dura normalmente três anos e o segundo ciclo dura normalmente dois anos. Existem alguns cursos só de primeiro ciclo que conferem a licenciatura (antigo bacharelato).

## História
A designação "politécnico" foi pela primera vez aplicada a estabelecimentos de ensino em Portugal em 1837, quando as antigas Academia Real de Marinha de Lisboa e Academia Real de Marinha e Comércio do Porto foram reformadas e transformadas, respetivamente, na Escola Politécnica de Lisboa e na Academia Politécnica do Porto. Estas escolas eram estabelecimentos de ensino superior não universitário vocacionados para a formação nos domínios da ciência e da tecnologia. Em 1911, tanto a Escola Politécnica de Lisboa como a Academia Politécnica do Porto foram integradas, respetivamente na Universidade de Lisboa e na Universidade do Porto, dando origem às faculdades de ciências daquelas universidades. No entanto, apesar do nome, o atual ensino politécnico não tem origem no ensino ministrado naquelas escolas politécnicas, o qual seguia sobretudo o modelo da École Polytechnique francesa ainda hoje existente.
O atual ensino politécnico tem sim origem no ensino médio ministrado, até à década de 1970, em institutos comerciais, institutos industriais, escolas do magistério primário e escolas de regentes agrícolas.
Os institutos industriais e comerciais foram criados em 1852, a partir dos conservatórios de artes e ofícios que haviam sido criados anteriormente. Destinavam-se a formar profissionais especializados nos domínios da indústria, comércio e serviços. Foram criados institutos deste tipo em Lisboa, Porto e Coimbra. Em 1896, os cursos dos institutos passam a ser considerados cursos superiores. Os diplomados nos seus cursos de engenharia foram designados por "engenheiros industriais", "condutores", "engenheiros auxiliares" e "agentes técnicos de engenharia". Em 1974, os então existentes institutos industriais de Lisboa e Porto e a Secção Industrial do Instituto Comercial e Industrial de Coimbra são transformados em institutos superiores de engenharia. Em 1976, é a vez dos institutos comerciais serem transformados em institutos superiores de contabilidade e administração de Lisboa, Porto e Coimbra.
As escolas do magistério primário têm origem nas escolas normais primárias criadas em 1862 para a formação de professores do ensino primário. Em 1930, as escolas normais primárias foram transformadas em escolas do magistério primário, passando a existir uma em cada capital de distrito. A partir de 1986, as escolas do magistério primário dão lugar às escolas superiores de educação.
As escolas de regentes agrícolas têm origem nas escolas de ensino elementar agrícola criadas em 1864. Em 1931, as várias escolas de ensino técnico agrícola são transformadas em escolas de regentes agrícolas. Em 1979, as escolas de regentes agrícolas são transformadas em escolas superiores agrárias.
Em 1973 - na sequência da Lei de Bases do Sistema Educativo publicada em 25 de julho desse ano e que previa a existência de um Ensino Superior de Curta Duração - é publicado o Decreto-Lei n.º 402/73 de 11 de agosto que cria uma série de novas universidades e outros estabelecimentos de ensino superior. O diploma prevê a existência de institutos politécnicos que seriam centros de formação técnico-profissional, aos quais competia especialmente ministrar o ensino superior de curta duração, orientado de forma a dar predominância aos problemas concretos e de aplicação prática, e promover a investigação aplicada e o desenvolvimento experimental, tendo em conta as necessidades no domínio tecnológico e no sector dos serviços, particularmente as de carácter regional. São imediatamente criados institutos politécnicos na Covilhã, Faro, Leiria, Setúbal, Tomar, Vila Real, Coimbra, Lisboa, Porto e Santarém, os quais deveriam absorver os institutos comerciais e industriais e as escolas de regentes agrícolas já existentes.

Na sequência do 25 de abril de 1974, é dado o estatuto de escola de ensino superior, sucessivamente aos anteriores institutos industriais a 31 de dezembro de 1974, às escolas de regentes agrícolas a 29 de abril de 1976 e aos anteriores institutos comerciais a 6 de maio de 1976. O diploma conferido no final dos cursos das escolas de regentes agrícolas passa a ser equivalente ao bacharelato. Já os institutos superiores (anteriores institutos industriais e comerciais) são totalmente equiparados a escolas universitárias passando a poder conceder, além do bacharelato, também a licenciatura e o doutoramento. Estas mudanças de estatuto levam à extinção efetiva do ensino médio em Portugal. Entretanto, é suspenso o processo de criação da maioria dos institutos politécnicos previstos em 1973.
Em 1977, para fazer face às dificuldades criadas pelo desaparecimento da formação de técnicos de nível médio, através do Decreto-Lei n.º 427-B/77 de 4 de outubro é instituído o ensino superior de curta duração, tendente à formação de técnicos especialistas e de profissionais de educação a nível superior intermédio. O ensino superior de curta duração seria ministrado em estabelecimentos de ensino predominantemente de âmbito regional, designados "escolas superiores técnicas" e "escolas superiores de educação". Até 1982, as escolas de regentes agrícolas e os institutos superiores de contabilidade e administração e as escolas do magistério primário e as escolas normais de educadores de infância deveriam ser convertidas, respetivamente em escolas superiores técnicas e em escolas superiores de educação. Os cursos aí ministrados - de duração compreendida entre os quatro e os seis semestres - conferiam o direito aos diplomas de técnico especialista, de educador de infância ou de professor do ensino primário.
Em 1979, através do Decreto-Lei n.º 513-T/79 de 26 de dezembro, o ensino superior de curta duração passa a designar-se "ensino superior politécnico". Os institutos politécnicos passam a ser estabelecimentos de ensino superior politécnico, agrupando diversas escolas superiores. Além disso também são estabelecimentos de ensino politécnico diversas escolas superiores não integradas em institutos politécnicos. São novamente criados os institutos politécnicos de Coimbra, Faro, Lisboa, Porto, Santarém e Setúbal e ainda os de Beja, Bragança, Castelo Branco e Viseu. Integradas ou não em institutos politécnicos, são criadas escolas superiores de educação, agrárias, de gestão e contabilidade, de tecnologia, de tecnologia e gestão, de saúde e de jornalismo. As existentes escolas de regentes agrícolas, os institutos superiores de engenharia e os institutos superiores de contabilidade e administração deveriam ser reconvertidos, respetivamente, em escolas superiores agrárias, em escolas superiores de tecnologia e em escolas superiores de gestão e contabilidade. Estava previsto um calendário de instalação dos novos estabelecimentos que iria de 1980 a 1984.
Ao longo da década de 1980, o ensino politécnico irá desenvolver-se, com a instalação dos institutos poltécnicos e escolas superiores. Entretanto, também serão integrados no ensino politécnico outros estabelecimentos de ensino como as escolas de enfermagem e a Escola Náutica Infante D. Henrique, além de serem criados outros em novos domínios como o turismo, a música e o teatro.
Em 1986 é publicada a Lei de Bases do Sistema de Ensino (Lei n.º 46/86 de 14 de outubro) que reserva para o ensino politécnico a atribuição do grau de bacharel e para o ensino universitário a atribuição dos graus de licenciado, mestre e doutor. O ensino politécnico poderia também conferir o diploma de estudos superiores especializados que seria equivalente, para efeitos profissionais e académicos, ao grau de licenciado. A partir de 1997, o ensino politécnico passa também a poder conferir o grau de licenciado, acabando o diploma de estudos superiores especializados.
Em 2005, na sequência da reforma dos graus académicos decorrente do Processo de Bolonha, o ensino politécnico passa conferir os graus de licenciado e de mestre.